# Jewgeni Wladimirowitsch Simin
Jewgeni Wladimirowitsch Simin (russisch Евгений Владимирович Зимин; * 6. August 1947 in Moskau, Sowjetunion; † 28. Dezember 2018 ebenda) war ein russischer Eishockeyspieler, -trainer und -scout.

## Karriere
Zur Saison 1964/65 begann der Stürmer seine Karriere beim HK Lokomotive Moskau. 1965 wechselte er zum Stadtrivalen HK Spartak Moskau und blieb hier bis 1974. Dann wechselte für zwei Saisons zu SKA MWO Kalinin, ehe er seine letzte Saison bei Krylja Sowetow Moskau verbrachte. Insgesamt erzielte er 185 Tore in 315 Spielen in der sowjetischen Liga.
Schon früh wurde Simin in das Team der sowjetischen Eishockeynationalmannschaft berufen. Am 26. November 1965 stand er in einem Spiel gegen die Tschechoslowakei zum ersten Mal für die Sbornaja auf dem Eis. Seine internationale Karriere wurde mit den Goldmedaillen bei den Olympischen Winterspielen 1968 und 1972 gekrönt. Für die Nationalmannschaft erzielte er 27 Tore in 71 Länderspielen. Bei den Eishockey-Weltmeisterschaften wurde er drei Mal mit seiner Mannschaft Weltmeister (1968, 1969 und 1971). 1968 wurde er in die „Russische Hockey Hall of Fame“ aufgenommen. Am 4. September 1972 bestritt er sein letztes Länderspiel.
Nach Beendigung seiner Sportkarriere arbeitete Simin als Assistenztrainer bei Spartak Moskau. 1984 und 1985 war er Cheftrainer dieser Mannschaft. Von 1992 bis 2012 war er 20 Jahre lang als Scout bei den Philadelphia Flyers aus der National Hockey League tätig.